# Fédération française du sport travailliste
 (janvier 2015).
Si vous disposez d'ouvrages ou d'articles de référence ou si vous connaissez des sites web de qualité traitant du thème abordé ici, merci de compléter l'article en donnant les références utiles à sa vérifiabilité et en les liant à la section « Notes et références ».
La Fédération française du sport travailliste est une fédération sportive multisports affiliée à la Confédération sportive internationale du travail et au Comité national olympique et sportif français.

## Histoire
L'histoire de la Fédération française du sport travailliste commence en 1950 avec la contestation des sportifs qui refusent la tutelle du Parti communiste français (PCF) sur la Fédération sportive et gymnique du travail (FSGT). Cette scission aboutit immédiatement à la création d'une Union sportive du travail (UST) enregistrée au Journal officiel le 10 juillet 1951 sous le no  51676 et agréée le 15 juin 1953 sous le no  13056.
Au début des années 1980 l’UST se rapproche de Force ouvrière (FO), des foyers Léo Lagrange et du monde de l’entreprise. En 1985 elle prend son nom actuel de Fédération française du sport travailliste et se structure en comités départementaux et régionaux. Les nouveaux statuts déposés en 2003 sont l'occasion d'un renouvellement de l'agrément ministériel. Une école de cadres est créée l'année suivante.
La FFST est affiliée au Comité national olympique et sportif français.

## Fonctionnement
La FFST fédère des associations sportives, des clubs, des centres de loisirs, des comités d'entreprise et diverses collectivités
Elle offre à ses cadres des formations pédagogiques, à ses membres des perfectionnements techniques et organise à leur usage des rencontres et compétitions sportives.
La FFST est particulièrement active dans le domaine des arts martiaux.

## Relations internationales
La FFST est affiliée à la Confédération sportive internationale du travail (CSIT).